# Giro di Toscana 1989
Il Giro di Toscana 1989, sessantatreesima edizione della corsa, si svolse il 13 maggio su un percorso di 230 km, con partenza e arrivo a Firenze. Fu vinto dall'italiano Maurizio Fondriest della Del Tongo-Mele Val di Non davanti al russo Dmitrij Konyšev e all'italiano Gianbattista Bardelloni.

## Ordine d'arrivo (Top 10)
| Pos. | Corridore               | Squadra                   | Tempo    |
| ---- | ----------------------- | ------------------------- | -------- |
| 1    | Maurizio Fondriest      | Del Tongo-Mele Val di Non | 6h05'00" |
| 2    | Dmitrij Konyšev         | Alfa Lum-STM              |          |
| 3    | Gianbattista Bardelloni | Verynet-FNT-Juvenes       |          |
| 4    | Massimiliano Lelli      | Atala-Campagnolo          |          |
| 5    | Stefano Tomasini        | Pepsi Cola-Alba Cucine    |          |
| 6    | Maurizio Vandelli       | Atala-Campagnolo          |          |
| 7    | Franco Chioccioli       | Del Tongo-Mele Val di Non |          |
| 8    | Roberto Conti           | Selca-Conti               |          |
| 9    | Enrico Galleschi        | Pepsi Cola-Alba Cucine    |          |
| 10   | Pierino Gavazzi         | Polli-Mobiexport          |          |